# 林茵如
林茵如（1910年—2002年12月16日），男，山东东平人，中华人民共和国政治人物。

## 生平
早年担任南华县县长、中共南华县委书记。
中华人民共和国成立后，担任汉中行署专员、中共陕西省委财贸部副部长、汉中地委书记。1964年，补选陕西省人民委员会副省长、中共延安地委书记。1968年，担任西安交通大学党委书记。1979年，担任陕西省第五届人大常委会副主任。
2002年12月16日在西安逝世，享年92岁。